# Barbara Howard (Schauspielerin)
Barbara Howard (* 4. November 1956 in Chicago) ist eine US-amerikanische Psychotherapeutin und ehemalige Schauspielerin. Ihre bekanntesten Rollen spielte sie in Freitag der 13. – Das letzte Kapitel und in der Fernsehserie Falcon Crest.

## Leben und Karriere
Howard wuchs in Palatine auf. Sie absolvierte 1974 die William Fremd High School in Palatine und später die University of Utah mit einem Bachelor-Abschluss in Bildender Kunst. Anschließend studierte sie in England Schauspiel an der Richmond, The American International University in London.
Howard begann ihre Laufbahn als Schauspielerin an Theatern der Region Chicago. 1983 zog sie nach Los Angeles, um dort ihre Karriere als Schauspielerin fortzusetzen.
Ihr Filmdebüt gab sie in Die Zeit verrinnt, die Navy ruft und übernahm anschließend in Freitag der 13. – Das letzte Kapitel eine bedeutendere Rolle. 1985 spielte sie Robin Agretti in Falcon Crest, beendete jedoch nach einem Jahr dieses Engagement, um weitere Filmrollen und Broadway-Rollen in New York zu übernehmen.
Howard beendete ihre Schauspielkarriere im Jahr 2000 und arbeitet seither als Psychotherapeutin.

## Filmografie (Auswahl)
- 1984: Freitag der 13. – Das letzte Kapitel (Friday the 13th: The Final Chapter)